# Reboudia
Reboudia es un género de fanerógamas perteneciente a la familia Brassicaceae. Comprende tres especies. 
Algunos autores la incluyen en el género Erucaria Gaertn.

## Taxonomía
El género fue descrito por Coss. & Durieu y publicado en Bulletin de la Société Botanique de France 3: 704. 1856.

## Especies
| - Reboudia erucarioides - Reboudia microcarpa - Reboudia pinnata |